# Wydział Medycyny Weterynaryjnej Uniwersytetu Warmińsko-Mazurskiego
Wydział Medycyny Weterynaryjnej Uniwersytetu Warmińsko-Mazurskiego (WMW) – wydział Uniwersytetu Warmińsko-Mazurskiego w Olsztynie oferujący studia na kierunku:
- Weterynaria

Wydział znajduje się na terenie Kortowa II, obok Centrum Konferencyjnego, Biblioteki i Wydziału Humanistycznego.

## Opis kierunku
Studenci kierunku Weterynaria zdobywają wiedzę z zakresu chorób zwierząt, ich leczenia oraz profilaktyki, higieny produktów pochodzenia zwierzęcego oraz zajmowania się ochroną ludzi przed chorobami pochodzenia odzwierzęcego.
Na kierunku Weterynaria prowadzone są studia stacjonarne:
- jednolite studia magisterskie (11 sem.), sp. weterynaria

## Struktura organizacyjna[1][2]
- Katedra Anatomii Patologicznej
- Katedra Anatomii Zwierząt
- Katedra Chirurgii i Rentgenologii z Kliniką
- Katedra Chorób Ptaków
- Katedra Chorób Wewnętrznych z Kliniką
- Katedra Diagnostyki Klinicznej
- Katedra Epizootiologii
- Katedra Farmakologii i Toksykologii
- Katedra Fizjologii Klinicznej
- Katedra Histologii i Embriologii
- Katedra Mikrobiologii i Immunologii Klinicznej
- Katedra Parazytologii i Chorób Inwazyjnych
- Katedra Patofizjologii, Weterynarii Sądowej i Administracji
- Katedra Prewencji Weterynaryjnej i Higieny Pasz
- Katedra Rozrodu Zwierząt z Kliniką
- Katedra Weterynaryjnej Ochrony Zdrowia Publicznego
- Klinika Zwierząt Towarzyszących - Poliklinika Weterynaryjna
- Klinika Weterynaryjna Zwierząt Gospodarskich i Koni - Poliklinika Wyjazdowa

## Władze Wydziału
Dziekan i prodziekani na kadencję 2024-2028:
- Dziekan: prof. dr hab. Bogdan Lewczuk
- Prodziekan ds. studiów: prof. dr hab. Przemysław Sobiech
- Prodziekan ds. rozwoju Wydziału Medycyny Weterynaryjnej: dr hab. Agata Bancerz-Kisiel, prof. UWM
- Przewodniczący Rady Naukowej Dyscypliny Weterynaria: prof. dr hab. Tomasz Maślanka
- Zastępca Przewodniczącego Rady Naukowej Dyscypliny Weterynaria: prof. dr hab. Krzysztof Wąsowicz

## Historia Wydziału
Początki Wydziału Medycyny Weterynaryjnej sięgają 1966 roku, kiedy to powołano przy ówczesnej Wyższej Szkole Rolniczej Oddział Weterynaryjny przy Wydziale Zootechnicznym (pierwszym dziekanem był prof. zw. dr. hab Stefan Tarczyński). 1 października 1966 r. studia na kierunku Weterynaria rozpoczęło 30 studentów, realizując 5,5-letni program kształcenia. Pozyskanie odpowiedniej kadry oraz bazy naukowo-dydaktycznej sprawiło, iż 1 września 1967 r. Oddział został przekształcony w samodzielny Wydział Weterynaryjny. Od początku istnienia Wydział rozwĳał się bardzo dynamicznie. W 1968 r. uzyskano uprawnienia do nadawania stopnia doktora, a w 1971 r. stopnia doktora habilitowanego nauk weterynaryjnych. Pozostając od 1972 r. w strukturach Akademii Rolniczo-Technicznej, Wydział Weterynaryjny we wrześniu 1994 r. zmienił nazwę na Wydział Medycyny Weterynaryjnej. Od 1 września 1999 r. Wydział, jako jedyny w Polsce, został włączony w struktury uniwersyteckie, współtworząc Uniwersytet Warmińsko-Mazurski w Olsztynie.
Wydział Medycyny Weterynaryjnej posiada uprawnienia do nadawania stopni naukowych: doktora habilitowanego i doktora w dziedzinie nauk weterynaryjnych w dyscyplinie: weterynaria. Prowadzi studia doktoranckie w zakresie nauk weterynaryjnych.

## Adres
Wydział Medycyny Weterynaryjnej
ul. Michała Oczapowskiego 14
10-719 Olsztyn